# Абрусена
Абрусена (ісп. Abrucena) — муніципалітет в Іспанії, у складі автономної спільноти Андалусія, у провінції Альмерія. Населення — 1275 осіб (2023).
Муніципалітет розташований на відстані близько 370 км на південь від Мадрида, 42 км на північний захід від Альмерії.
На території муніципалітету розташовані такі населені пункти: (дані про населення за 2010 рік)
- Абрусена: 1211 осіб
- Лос-Монхос: 11 осіб
- Паго-де-Ескучагранос: 60 осіб
- Каміно-Реаль: 85 осіб

## Демографія
Динаміка населення (INE ):

## Галерея зображень

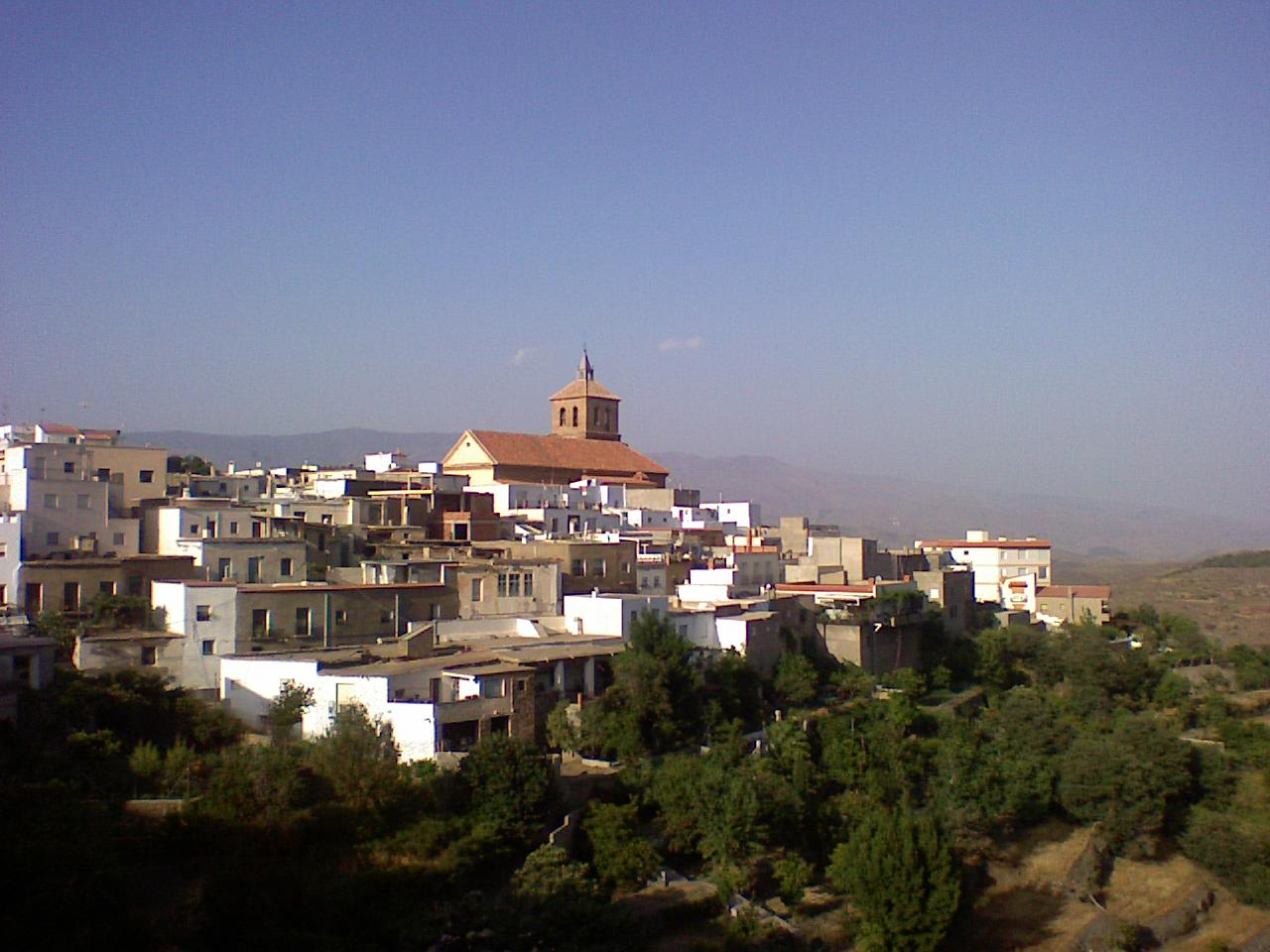
Абрусена
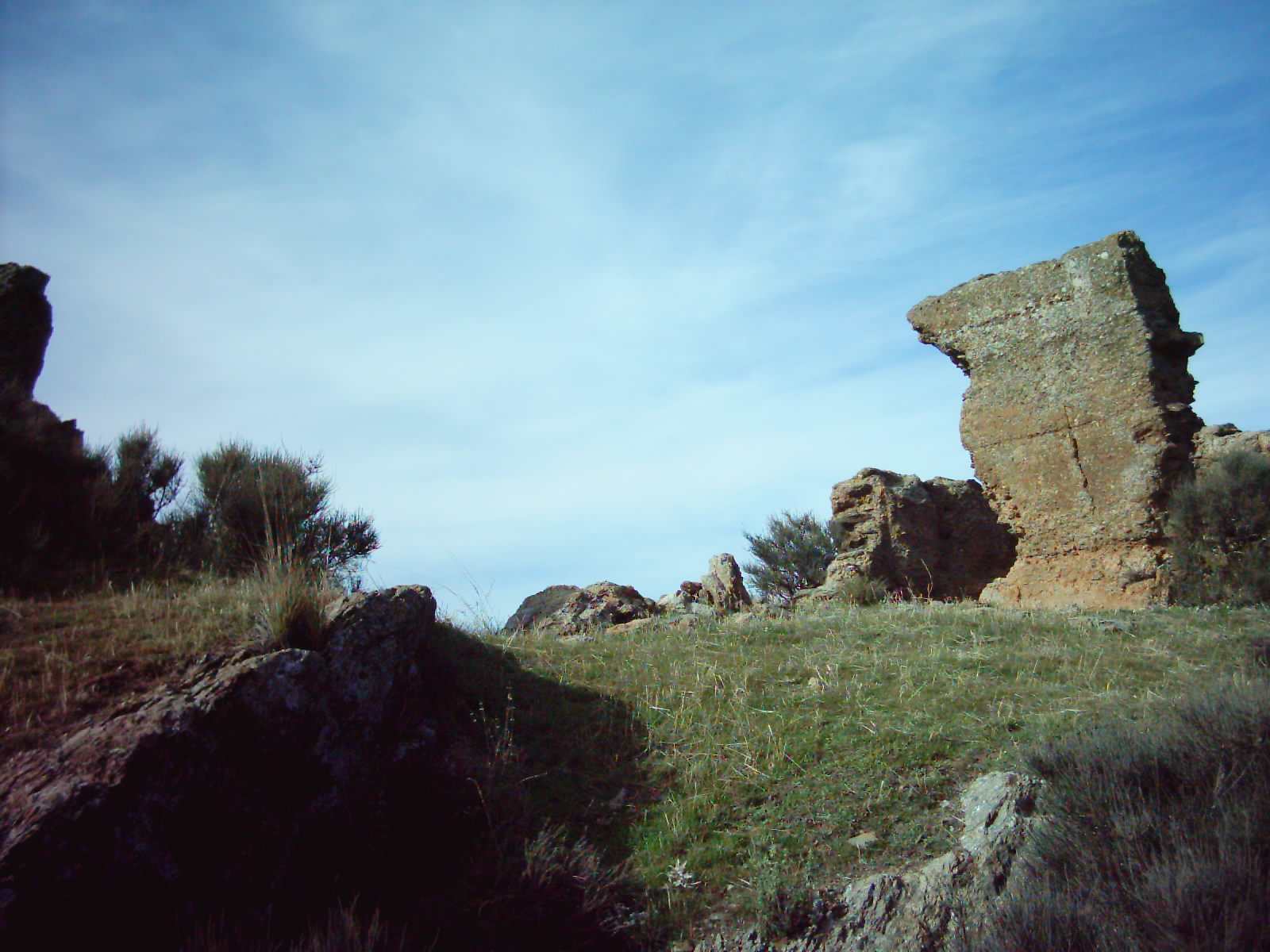
Руїни мусульманської фортеці
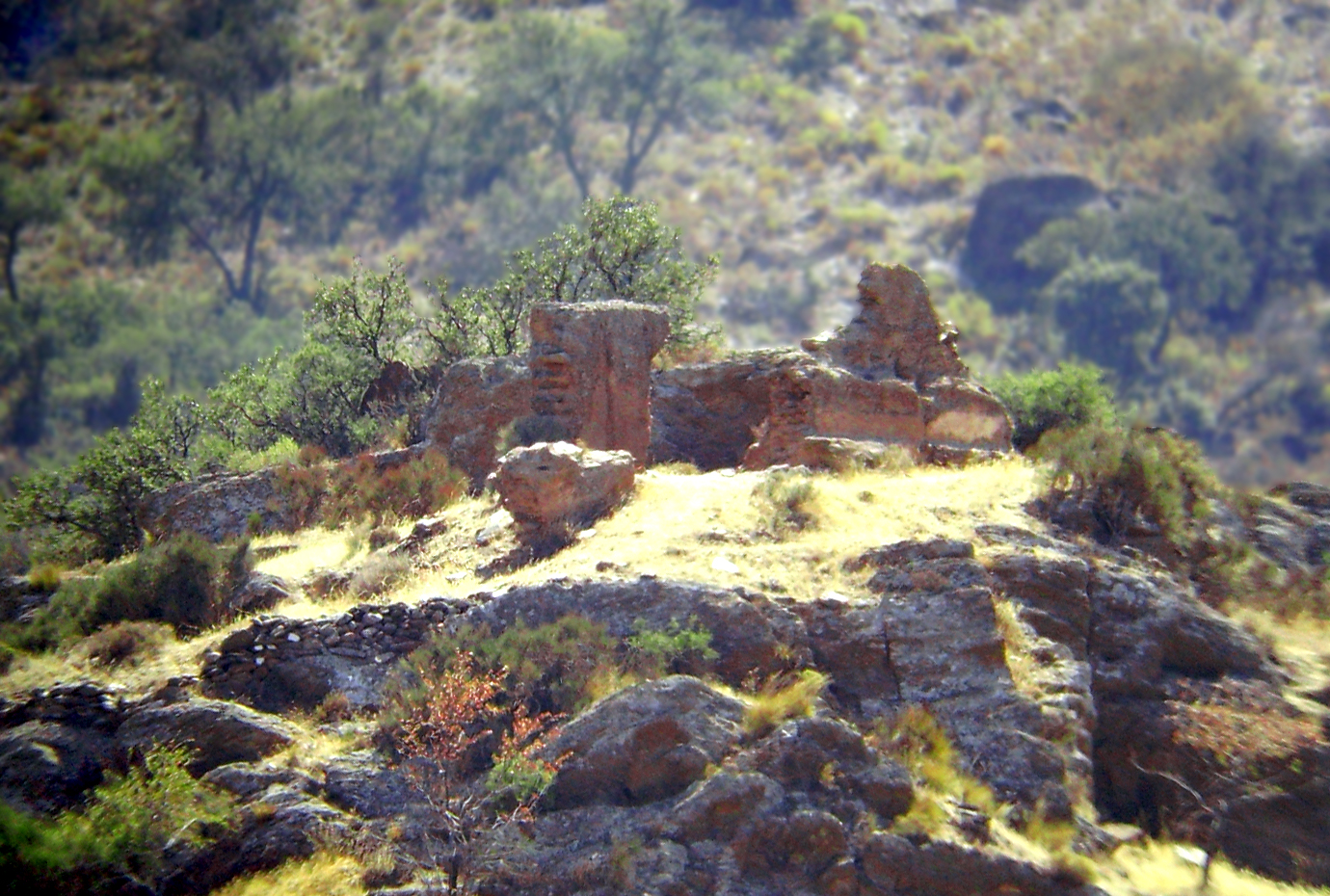
Руїни мусульманської фортеці ("Ель-Кастільєхо")